# ScotiaMocatta
ScotiaMocatta war eine in London ansässige, auf den Handel mit Edelmetallen spezialisierte Tochtergesellschaft der Kanadischen „Scotiabank“. 1684 in London von Moses Mocatta gegründet und 1997 von der Scotiabank erworben und in „ScotiaMocatta“ umbenannt, wurde das Unternehmen nach einem Geldwäsche-Skandal im Januar 2019 aufgelöst.

## Geschäft
„ScotiaMocatta“ war einer von zehn Market-Maker des London Bullion Market. Zusätzlich war das Unternehmen eine von fünf Banken, welche am Londoner Goldfixing teilnahmen. Mit einer Firmengeschichte von über 340 Jahren, war es das einzige ursprüngliche Mitglied des Londoner Gold- and Silverfixings, welches ununterbrochen an diesen beiden „Fixings“ (offizielle Preisfestsetzungen) beteiligt war.

## Geschichte
Die Gründung des Unternehmens geht zurück auf den sephardischen Juden Moses Mocatta († 1693), welcher um 1670 von Amsterdam nach London auswanderte. Dort hatte er sich als Gold-, Silber- und Diamanthändler etabliert, als er 1671 bei dem Englischen Goldschmied und Bankier Edward Backwell (ca. 1618–1683) ein Konto eröffnete. Zunächst ließ sich Moses Mocatta in der Camomile Street, nahe der Royal Exchange, nieder, zog dann aber 1677 in die Mansell Street.
Moses Mocatta sandte 1676 zum ersten Mal Silber nach Indien, weil es in London billiger war als in Bombay. Im Gegenzug erhielt er aus Indien Diamanten. 1684 wurde das Unternehmen „Mocatta“ offiziell gegründet und betätigte sich fortan als Händler und Hersteller von Barren aus Edelmetall. Mocatta diente während des 18. und 19. Jahrhunderts u. a. als Edelmatall-Broker für die „Bank of England“, die „Royal Mint“ und die „East India Company“. Von 1721 bis 1840 war die Firma sogar exklusiver Silberbroker der Bank of England. Danach musste es sich diese Position mit den Edelmetalländlern „Sharps & Wilkins“, „Pixley & Haggard“ (seit 1872 „Pixley & Abell“) und „Samuel Montague & Co.“ teilen. Die Stellung von „Mocatta & Goldsmid“ als exklusiver Silberbroker der „East India Company“ bzw. seit 1858 des „India Office“ blieb bis zur Unabhängigkeit Indiens 1947 bestehen.
Das Unternehmen wurde 1799 in „Mocatta & Goldsmid“ umbenannt, nachdem Asher Goldsmid 1787 als Partner aufgenommen worden war. Die Firma konnte von der Entdeckung großer Goldvorkommen während des kalifornischen Goldrauschs (1848–1854) und während des Australischen Goldrauschs (1851–1855) profitieren. Zudem war „Mocatta & Goldsmid“ Mitbegründer des Londoner Silberfixings 1897 und des Londoner Goldfixings 1919. 1913 war das Unternehmen wesentlich an der Rettung der „Indien Specie Bank“ beteiligt, welche durch massive Spekulationen auf dem Silbermarkt in finanzielle Schieflage geraten war.
Mocatta & Goldsmid wurde über 286 Jahre gänzlich von den beiden Familien Mocatta und Goldsmid kontrolliert, bis es 1957 mehrheitlich von der britischen Hambros Bank übernommen wurde. Die Rechtsform des Unternehmens wurde in diesem Zusammenhang von einer Personengesellschaft („Partnership“) in eine Kapitalgesellschaft („Limited company“) umgewandelt. Als letztes Mitglied der Gründerfamilie Mocatta blieb Edward (Jock) Mocatta (1916–1976) bis zu seinem Tod in der Unternehmensleitung involviert.
1969 wurde unter Leitung und Beteiligung des deutschstämmigen US-Amerikaners Henry Jarecki (* 1933) in New York die „Mocatta Metals Corporation“ gegründet, an der Mocatta & Goldsmid mit 50 % beteiligt war. 1973 erwarb die britische „Standard Chartered Bank“ die Mehrheit an „Mocatta & Goldsmid“ und ihren Anteil an der „Mocatta Metals Corporation“ und führte diese als „Mocatta Bullion and Base Metals“ weiter.
Die Firma war Vertragspartner der US-amerikanischen Brüder und Milliardäre Nelson Bunker Hunt (1926–2014) und William Herbert Hunt (* 1929), welche von Mitte der 1970er Jahre bis 1980 versuchten den internationalen Silbermarkt unter ihre Kontrolle zu bringen. Mocatta & Goldsmid war auch der führende Vertragspartner im Edelmetallhandel mit der Sowjetunion. Es handelte aber ebenso u. a mit den Vereinigten Staaten, Südamerika, Schweiz, Mexiko, Deutschland, China, Ungarn, Australien, Japan und Südafrika. 1986 entschied sich das „Institut monétaire luxembourgeois“ (IML, Vorgängerinstitut der Luxemburger Zentralbank), dafür Goldmünzen auszugeben und gründete hierfür ein Luxemburger Unternehmen mit dem Namen „The Luxemburg Mint“. Einer der Anteilhaber daran war die Mocatta-Gruppe.
In den späten 1980er Jahren kaufte die Standard Chartered Bank auch Henry Jareckis Minderheitsanteile an der „Mocatta Metals Corporation“, aber erst 1992 konnte sie die Mocatta Gruppe gänzlich übernehmen. 1997 gelangte das Unternehmen schließlich in den Besitz der Kanadischen Scotiabank, welche es in ScotiaMocatta umbenannte.
Im Jahr 2018 betrieb ScotiaMocatta weltweit zehn Niederlassungen mit 160 Mitarbeitern.

## Auflösung
Am 18. Oktober 2017 berichtete die Britische Zeitung Financial Times, dass die Scotiabank sich aus dem Edelmetallgeschäft großteils zurückziehen und daher ihre Tochtergesellschaft ScotiaMocatta verkaufen wollte, nachdem letztere in einen Geldwäsche-Skandal verwickelt worden war. ScotiaMocatta war einer der größten Gläubiger der US-amerikanischen Edelmetall-Affinerie „Elemetal“ in Dallas, welcher von US-Behörden vorgeworfen wurde, über ihre Tochtergesellschaft „NTR Metals“ in Florida illegal gefördertes und geschmuggeltes Gold aus Lateinamerika im Wert von 3,6 Milliarden US-Dollar importiert zu haben.
Nachdem sich kein Käufer für ScotiaMocatta hatte finden lassen, gab die Scotiabank Anfang Mai 2018 bekannt, ihre Londoner Tochter ScotiaMocatta aufzulösen, sich aus verschiedenen Bereichen des Goldhandels zurückzuziehen und das verbliebene Edelmetallgeschäft in seine in Kanada ansässige Abteilung für den allgemeinen Rohstoffhandel zu integrieren. Bis Januar 2019 war diese Entscheidung umgesetzt worden und der Name Mocatta nach 348 Jahren im Edelmetallhandel verschwunden.
Ende April 2020 wurde bekannt, dass sich die Scotiabank auch aus dem verbliebenen Metallhandel, einschließlich dem mit Edelmetallen, zurückziehen und diesen Geschäftszweig bis Anfang 2021 abwickeln will.